# Rey de ladrones
Rey de ladrones (título original: King of Thieves) es una película británica policíaca de 2018 basada en el robo de seguridad de Hatton Garden de 2015. Es dirigida por James Marsh y protagonizada por Michael Caine, Tom Courtenay, Michael Gambon, Charlie Cox, Jim Broadbent, Paul Whitehouse y Ray Winstone.

## Sinopsis
Un veterano grupo de ladrones ya retirados planea dar un último gran atraco en una joyería de Londres.

## Reparto
- Michael Caine como Brian Reader.[4]
- Jim Broadbent como Terry Perkins.[4]
- Tom Courtenay como John Kenny Collins.[4]
- Charlie Cox como Basil/Michael Seed.[4][5]
- Paul Whitehouse como Carl Wood.[4]
- Michael Gambon como Billy "The Fish" Lincoln.[4]
- Ray Winstone como Danny Jones.[4]
- Francesca Annis como Lynne Reader.